# Еразм Чечотка
Еразм (Розмус) Чечотка (званий маленьким Цезарем, Борджіа з Кракова, кривавий бургомістр, помер у 1587 році) — бургомістр Кракова, торговець тканинами, відкритий перелюбник.
Походив з Великопольщі. Він жив на вул. Анни, №2. Він був міським радником протягом 40 років (з 1547 р.), кілька разів обіймав посаду бургомістра. Він одружився з жінкою з сім'ї Монтелупі і отримав титул в 1552 році. Коронний канцлер Ян Оцеський порадив Чечотці, щоб той змінив своє прізвище на «Тлокінський» і використовував герб Ястшембець.
Він прославився лихварством, численними фінансовими махінаціями, розгульним способом життя, вбивствами та винесенням смертних вироків невинним людям. Був власником села Грембалув.

## Дивись також
- Кам'яниця Чечотки у Кракові

## Виноски
1. ↑  Kraków miał burmistrza, który organizował orgie, kradł i mordował (pl-PL) , 7 січня 2021